# Бокиник, Яков Исаакович
Яков Исаакович (Ицкович) Бокиник (28 августа [10 сентября] 1904, Одесса, Херсонская губерния — 3 ноября 1944) — советский химик, учёный в области фотографической технологии, доктор химических наук.

## Биография
Родился 28 августа (по старому стилю) 1904 года в Одессе в семье дубенского мещанина, скрипача и музыкального педагога Ицко Ушеровича (Исаака Евсеевича) Бокиника (1865—1942) и Лизы Яковлевны-Германовны Бокиник (в девичестве Берман, 1874—?). Родители заключили брак в Одессе 12 сентября 1903 года. Племянник виолончелиста Михаила Букиника.
Семья впоследствии переехала в Харьков. Был членом одесского отделения Русского общества любителей мироведения. Работал научным сотрудником в лаборатории А. И. Рабиновича в Научно-исследовательском кинофотоинституте (НИКФИ), где занимался разработкой адсорбционной теории фотографического проявления, исследованием влияния адсорбции на сенсибилизирующее действие красителей и восприимчивости эмульсий к оптической сенсибилизации.
Автор монографий «Курс общей фотографии» (с соавторами, 1936), «Оптическая сенсибилизация фотографических слоёв» (1937), «Цветная фотография» (1939), «Инструкция для получения цветных изображений по способу „хромоцвет“» (1940), «Теория и практика цветной фотографии» (1941). В 1927—1934 годах принимал участие в составлении «Технической энциклопедии» под редакцией Л. К. Мартенса, автор статей по тематике «фотография».
Был призван в народное ополчение в августе 1941 года, затем служил начальником химической лаборатории 10-й гвардейской армии на 2-м Прибалтийском фронте; инженер-капитан. Награждён орденом Красной Звезды (1944), медалью «За оборону Москвы» (1944). Погиб на фронте в последние дни Великой Отечественной войны — 7 мая 1945 года в Курляндии.

## Семья
- Жена — Мария Михайловна Булычёва (1905—1986), комендант Шлиссельбургской крепости.
  - Сыновья — Сергей Бокиник; писатель Кир Булычёв (приёмный).
  - Дочь — Наталья (была замужем за доктором технических наук В. Н. Грибковым).

## Публикации
- Я. И. Бокиник, И. М. Килинский, П. В. Клепиков и др. Курс общей фотографии. В 3-х тт. М.—Л.: Искусство, 1936 и 1837.
- Оптическая сенсибилизация фотографических слоёв. М.—Л.: Искусство, 1937. — 191 с.
- Инструкция для получения цветных изображений по способу «хромоцвет». М.: Госкино, 1938 и 1940. — 16 с.
- Цветная фотография. М.: Госкиноиздат, 1939. — 72 с.
- Теория и практика цветной фотографии. М.: Госкиноиздат, 1941. — 288 с.